# 卢瓦河畔蒙特勒伊
卢瓦河畔蒙特勒伊（法語：Montreuil-sur-Loir，法語發音：[mɔ̃tʁœj syʁ lwaʁ] ⓘ）是法国曼恩-卢瓦尔省的一个市镇，属于昂热区。

## 地理
卢瓦河畔蒙特勒伊（47°36'28"N, 0°24'15"W）面积11.99 平方千米，位于法国卢瓦尔河地区大区曼恩-卢瓦尔省，该省份为法国西部内陆省份，大致对应安茹地区，北起顺时针与马耶讷省、萨尔特省、安德尔-卢瓦尔省、维埃纳省、德塞夫勒省、旺代省、大西洋卢瓦尔省和伊勒-维莱讷省接壤。
与卢瓦河畔蒙特勒伊接壤的市镇（或旧市镇、城区）包括：科尔泽、卢瓦河畔塞什、蒂耶尔塞、安茹地区里沃迪卢瓦。

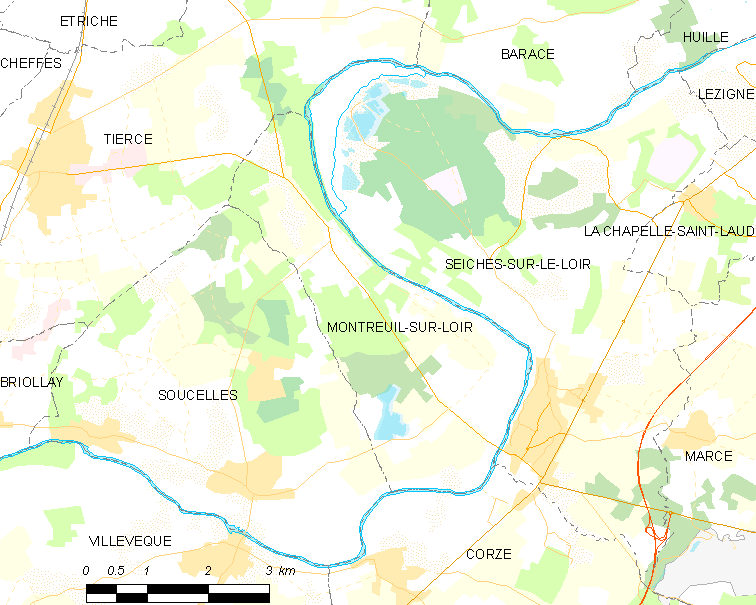
卢瓦河畔蒙特勒伊的OSM定位图

卢瓦河畔蒙特勒伊的时区为UTC+01:00、UTC+02:00（夏令时）。

## 行政
卢瓦河畔蒙特勒伊的邮政编码为49140，INSEE市镇编码为49216。

## 政治
卢瓦河畔蒙特勒伊所属的省级选区为昂热第六县。

## 人口

1962-2008年间卢瓦河畔蒙特勒伊人口变化图示

卢瓦河畔蒙特勒伊于2022年1月1日时的人口数量为565人。